# Chrząstówko
Chrząstówko (kaszb. Chrząstówkò) – osada w Polsce położona w województwie pomorskim, w powiecie człuchowskim, w gminie Człuchów. 
Osada na wschód od Chrząstowa, jest częścią składową sołectwa Chrząstowo.
W latach 1975–1998 miejscowość administracyjnie należała do województwa słupskiego.